# Uşakbükü, Mihalıçcık
Uşakbükü là một xã thuộc huyện Mihalıçcık, tỉnh Eskişehir, Thổ Nhĩ Kỳ. Dân số thời điểm năm 2011 là 55 người.